# Emilie Mayer
Pour les articles homonymes, voir Mayer.
Emilie Luise Friederika Mayer, née  le 14 mai 1812 à Friedland et morte le 10 avril 1883 à Berlin, est une compositrice allemande.

## Biographie
Elle naît le 14 mai 1812 à Friedland. Fille du pharmacien August Friedrich Mayer (1777–1840) et de Henrietta Carolina Louisa, née Maas (1790–1814), Emilie Mayer joue du piano depuis l'âge de cinq ans. Elle a tout d'abord étudié dans sa ville natale puis, au début des années 1840, elle suit des cours de composition avec Carl Loewe à Stettin. À partir de 1847, elle poursuit ses études musicales de contrepoint auprès d'Adolph Bernhard Marx et d'instrumentation auprès de Wilhelm Wieprecht à Berlin. Ses deux premières symphonies sont publiées la même année. Elle commence à être reconnue comme compositrice et plusieurs de ses œuvres sont jouées à Berlin.
En 1855, elle est à Munich, en 1856 à Vienne où son quatuor à cordes en la majeur et son trio avec piano en ré mineur sont créés.
Emilie Mayer reste célibataire et, pendant de longues années, sa maison à Berlin est ouverte à des personnalités de la vie sociale et politique.
Elle est inhumée au cimetière de la Trinité à Berlin-Kreuzberg. Longtemps restée inconnue, sa tombe est identifiée et gravée à son nom avant de faire l'objet d'une cérémonie de commémoration en 2021.

## Esthétique
Emilie Mayer est d'abord influencée par l'école classique de Vienne, notamment par Mozart, bien que ses dernières œuvres soient plus dans un style romantique.
Les harmonies de Mayer sont caractérisées par de brusques changements de tonalités et l'usage fréquent d'accords de septième, avec septième diminuées, lui permettant une grande variété de résolutions. La musique d'Emilie Mayer se définit principalement par une tendance à posséder un centre tonal avec une septième de dominante, mais à ne pas résoudre sur la tonique directement. Parfois, la résolution ne se fait pas.
Ses rythmes sont souvent très complexes, avec plusieurs strates interagissant en même temps.

## Œuvres
Elle a composé huit symphonies, un concerto et quinze ouvertures orchestrales. Elle a également composé de la musique de chambre, des œuvres vocales et des pièces pour instruments seuls. Certaines de ses compositions ne nous sont pas parvenues.

### Compositions pour orchestre

#### Symphonies
- Symphonie no 1 en do mineur (1847)
- Symphonie no 2 en mi mineur (1847)
- Symphonie no 3 en do majeur (1850)
- Symphonie no 4 en si mineur (1851)
- Symphonie no 5 en ré majeur (1852), présumée perdue
- Symphonie no 6 en mi majeur (1853)
- Symphonie no 7 en fa mineur (1862)
- Symphonie no 8 en fa majeur (1862), présumée perdue

#### Ouvertures
- Ouverture (no 1) en do mineur
- Ouverture (no 2) en ré majeur (1850)
- Ouverture (no 3) en do majeur (1850)
- Ouverture (no 4) en ré mineur (1850)
- Ouverture sérieuse (no 5) (1879), présumée perdue
- Ouverture de Faust (no 6), op. 46 (1880-1881)
- Ouvertura giocosa (no 7) (1883), présumée perdue

### Composition concertante
- Concerto pour piano en si  majeur (1850)

### Pièces pour piano
- 9 Tänze (avant 1840)
- Sonate pour piano en ré mineur (1860-1870)
- Sonate pour piano en ré majeur (1850–1880)
- Allemande fantastique, op.29 (1871)
- Tonwellen (valse), op. 30 (1871)
- Ungaraise, op. 31 (1871)
- Valse, op. 32 (1871)
- Mazurka, op. 33 (1871)
- Drei Humoresken, op. 41 (1875)
- Impromptu, op. 44 (1878)
- La modesta, op. 45
- 6 Klavierstücke für die Kinderwelt, op. 48/1 (1882)
- March en la major

### Musique de chambre

#### Compositions pour violon et piano
- Sonate pour violin et piano en fa majeur, op. 17
- Sonate pour violin et piano en la mineur, op. 18
- Sonate pour violin et piano en mi mineur, op. 19
- Sonate pour violin et piano en ré mineur, op. 29
- Notturno pour violin et piano, op. 48/2 (1883)
- Sonate pour violin et piano en ré mineur
- Sonate pour violin et piano en ré majeur
- Sonate pour violin et piano en mi bémol majeur

#### Sonates pour violoncelle et piano
- Sonate pour violoncelle et piano en ré mineur, op. 38
- Sonate pour violoncelle et piano en do majeur, op. 40
- Sonate pour violoncelle et piano en ré majeur, op. 47
- Sonate pour violoncelle et piano en fa majeur
- Sonate pour violoncelle et piano en do majeur
- Sonate pour violoncelle et piano en do mineur
- Sonate pour violoncelle et piano en ré mineur
- Sonate pour violoncelle et piano en mi mineur
- Sonate pour violoncelle et piano en la majeur
- Sonate pour violoncelle et piano en si bémol majeur
- Sonate pour violoncelle et piano en si mineur

#### Trios avec piano
- Trio avec piano en mi mineur, op. 12
- Trio avec piano en ré majeur, op. 13
- Trio avec piano en mi bémol majeur
- Trio avec piano en ré mineur
- Trio avec piano en mi mineur
- Trio avec piano en la mineur
- Trio avec piano en si mineur, op. 16
- Trio avec piano en si bémol majeur

#### Quatuors avec piano
- Quatuor avec piano en mi bémol majeur
- Quatuor avec piano en sol majeur

#### Quatuors à cordes
- Quatuor à cordes en sol mineur, op. 14
- Quatuor à cordes en fa majeur
- Quatuor à cordes en ré mineur
- Quatuor à cordes en mi mineur
- Quatuor à cordes en sol majeur
- Quatuor à cordes en si bémol majeur
- Quatuor à cordes en la majeur

#### Quintette à cordes
- Quintette à cordes en ré majeur
- Quintette à cordes en ré mineur

### Opéra
- Die Fischerin

### Lieder
- Du bist wie eine Blume, op. 7/1
- O lass mich dein gedenken, op. 7/2
- Wenn der Abendstern die Rosen, op. 7/3
- Erlkönig (version 1)
- Erlkönig (version 2)
- 2 Gesänge
- 2 Kinderlieder

## Discographie
- Quatuor en sol mineur opus 14, avec des quatuors de Fanny Mendelssohn et Maddalena Laura Sirmen, Erato Quartet Basel, CPO Records (2000)
- Sonate pour violoncelle et piano en ré majeur opus 47, DA3154 T. Blees / M. Bergmann, FONO FCD97728 (1990)
- Symphonie no 5 avec des œuvres de Fanny Hensel et Luise Adolpha Le Beau, Kammersymphonie Berlin, dir. Jürgen Bruns, Dreyer Gaido (2003)
- Trios pour violon, violoncelle & piano op. 13 & 16, Nocturne pour violon et piano op. 48, Trio Vivente, label CPO Records - SWR2 (2017)
- Symphonie no 4, Concerto pour piano, Quatuor à cordes, Sonate pour piano, Ewa Kupiec et Yang Tai piano, Klenke Quartett, Neubrandenburger Philharmonie, dir. Stefan Malzew et Sebastian Tewinkel, Capricio (2018)